# Talang Pring Jaya
Talang Pring Jaya is een bestuurslaag in het regentschap Indragiri Hulu van de provincie Riau, Indonesië. Talang Pring Jaya telt 1787 inwoners (volkstelling 2010).